# Márk Szécsi
Márk Szécsi (sinh 22 tháng 5 năm 1994 ở Eger) là một cầu thủ bóng đá Hungary hiện tại thi đấu cho đội bóng Hungary Puskás Akadémia ở vị trí tiền vệ.

## Thống kê câu lạc bộ
| Câu lạc bộ          | Mùa giải            | Giải vô địch | Giải vô địch | Cúp  | Cúp | Cúp Liên đoàn | Cúp Liên đoàn | Châu Âu | Châu Âu | Tổng | Tổng |
| Câu lạc bộ          | Mùa giải            | Trận         | Bàn          | Trận | Bàn | Trận          | Bàn           | Trận    | Bàn     | Trận | Bàn  |
| ------------------- | ------------------- | ------------ | ------------ | ---- | --- | ------------- | ------------- | ------- | ------- | ---- | ---- |
| Debrecen            | 2011–12             | 0            | 0            | 1    | 0   | 2             | 0             | 0       | 0       | 3    | 0    |
| Debrecen            | 2012–13             | 11           | 0            | 5    | 0   | 4             | 0             | 0       | 0       | 20   | 0    |
| Debrecen            | 2013–14             | 4            | 0            | 3    | 0   | 6             | 1             | 0       | 0       | 13   | 1    |
| Debrecen            | Tổng                | 15           | 0            | 9    | 0   | 12            | 1             | 0       | 0       | 36   | 1    |
| Kecskemét           | 2013–14             | 12           | 1            | 0    | 0   | 0             | 0             | 0       | 0       | 12   | 1    |
| Kecskemét           | Tổng                | 12           | 1            | 0    | 0   | 0             | 0             | 0       | 0       | 12   | 1    |
| Nyíregyháza         | 2014–15             | 5            | 0            | 0    | 0   | 1             | 1             | 0       | 0       | 6    | 1    |
| Nyíregyháza         | Tổng                | 5            | 0            | 0    | 0   | 1             | 1             | 0       | 0       | 6    | 1    |
| Tổng cộng sự nghiệp | Tổng cộng sự nghiệp | 32           | 1            | 9    | 0   | 13            | 2             | 0       | 0       | 54   | 3    |

Cập nhật theo các trận đấu đã diễn ra tính đến ngày 16 tháng 9 năm 2014.